# Ceropegia ludlowii
Ceropegia ludlowii är en oleanderväxtart som beskrevs av H. Huber. Ceropegia ludlowii ingår i släktet Ceropegia och familjen oleanderväxter. Inga underarter finns listade i Catalogue of Life.